# Dénezé-sous-le-Lude
Dénezé-sous-le-Lude là một xã thuộc tỉnh Maine-et-Loire trong vùng Pays de la Loire phía tây nước Pháp. Xã này nằm ở khu vực có độ cao trung bình 78 mét trên mực nước biển.